# 二道江区
二道江区是吉林省通化市下辖的一个市辖区。东邻白山市，南北与通化县相连，西与东昌区相接。

## 历史
1938 年 9 月，东边道开发株式会社成立，总部驻通化二道江。该公司是一家满洲重工业开发株式会社投资建立的大型钢铁联合企业，旨在开发东边道地区的铁矿石、煤炭和钢铁等各项资源。
1939 年 9 月 30 日梅集铁路（梅缉线）竣工通车，从辖区内穿过。
1958 年 4 月吉林省在通化地区二道江筹建通化钢铁公司。
2009 年 7 月 24 日，地处辖区内的通化钢铁集团股份有限公司（简称 “通钢”）部分职工反对国有企业私有化的大规模群体性事件。该事件导致当天工厂停产，建龙集团派驻通钢的新任总经理陈国君被抗议者群殴致死。（详见"通钢事件"）

## 人口
根据第七次人口普查数据显示二道江区常住人口为9.1571万人，城镇化率为85.45%，常住人口户数为4.1615万户。戶籍人口為11.57万人。

## 区划沿革
1986 年 9 月 8 日，国务院批准设立通化市东昌区、二道江区。

## 交通

### 火车站
东通化站

## 行政区划
二道江区下辖2个街道办事处、3个镇、1个乡：
桃园街道、东通化街道、鸭园镇、铁厂镇、五道江镇和二道江乡。